# レンダコマ
レンダコマ（英語: Randakoma）は、エリトリア・セメナウィ・ケイバハリ地方南部の村。マッサワの南東、ゲレーロ地区の山間部に属する。レンダコマは他にRenda Comaとも綴られる。また、単にレンダと呼ばれることもある。北緯14度28分7秒、東経39度58分33秒。標高167m。